# Dégrad des Cannes
Pour les articles homonymes, voir Cannes (homonymie).
Le port de commerce de Dégrad des Cannes est un grand port maritime situé en Guyane. Depuis le 1er janvier 2013, il est dénommé « Grand Port Maritime de la Guyane ». Son sigle est GPM-Guyane.

## Étymologie
En Guyane, le terme « dégrad » désigne un lieu de mise à l'eau de chargement/déchargement d'embarcations.

## Situation
Le port de Dégrad des Cannes est situé sur le territoire de la commune de Remire-Montjoly à quelques kilomètres de Cayenne en Guyane. Il se trouve dans l'estuaire du fleuve Mahury.
Son domaine foncier s’étend sur 25 hectares.
L'accès maritime se fait par un chenal long de 15 km et large de 120 m, pouvant accueillir des navires avec un tirant d'eau de 7m admissible maximum, selon la marée. L’accès routier s’effectue par le biais de la route départementale RD23.

## Historique

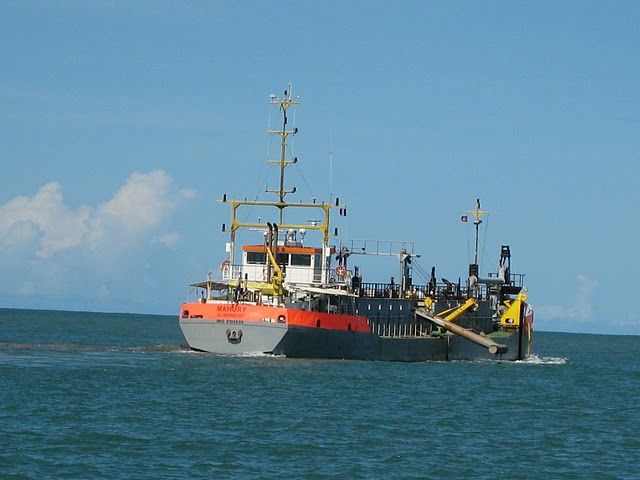
Opérations de dragage du chenal d'accès.

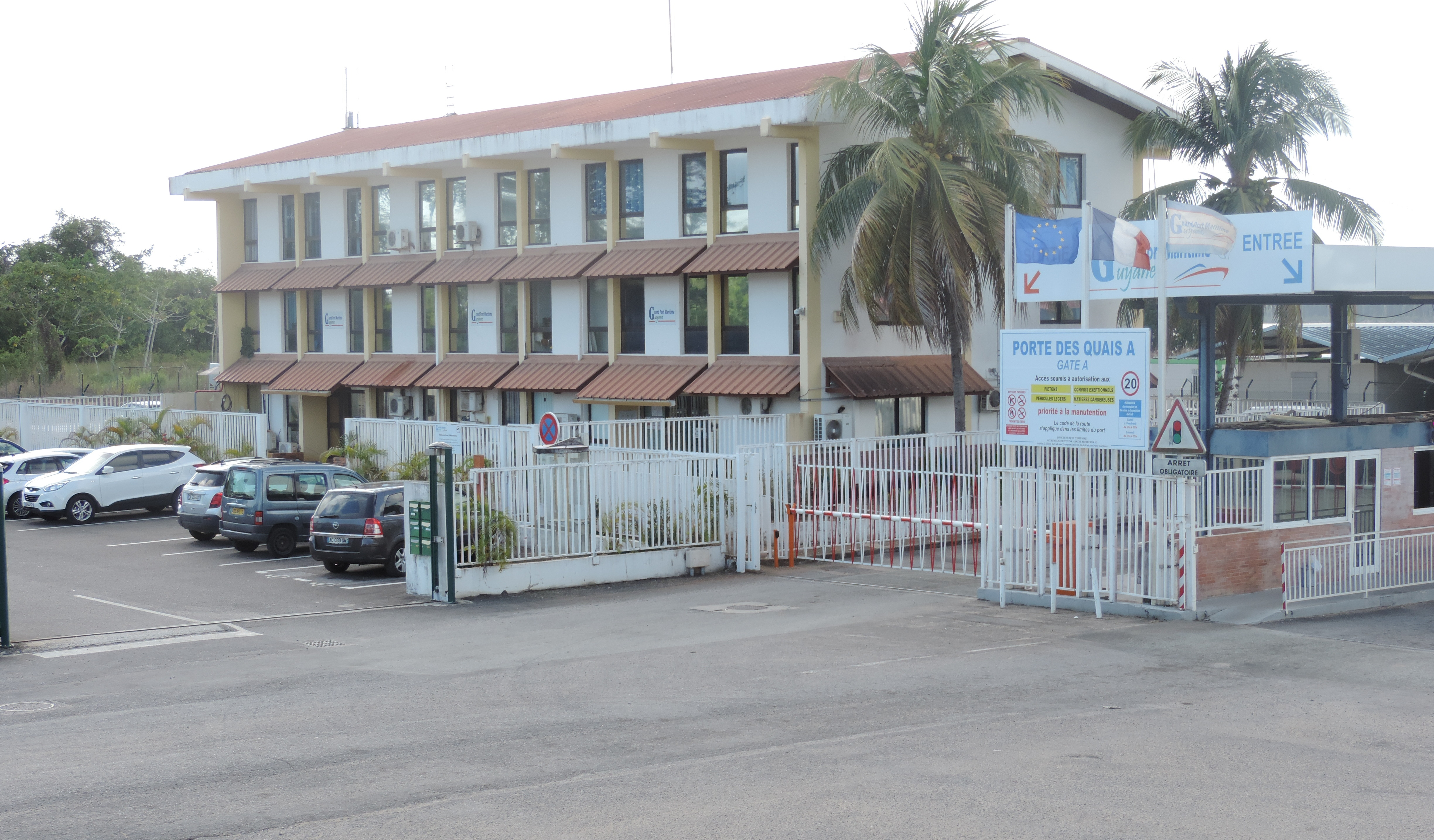
Accès routier – Porte A

Le port de Dégrad des Cannes a été construit en 1974, pour remplacer le Vieux Port de Cayenne arrivé à saturation. Il a été placé sur la liste des ports d'intérêt national qui relèvent de la compétence de l'État par le décret n°83-1149 du 23 décembre 1983, créant l'article R. 121-7 du code des ports maritimes, puis l'article R. 161-1-1 du même code, aujourd'hui codifié à l’article R.5713-1 du code des transports. L'État en a concédé l'exploitation à la Chambre de commerce et d'industrie de la Guyane par arrêté préfectoral n° 172/DDE du 26 janvier 1988. En application de la loi n° 2012-260 du 22 février 2012 portant réforme des ports d’outre-mer relevant de l’État, le décret n° 2012-1105 du 1er octobre 2012 a créé au 1er janvier 2013 un établissement public sous la tutelle du ministre chargé des ports maritimes, placé sous le régime des ports maritimes du code des transports, dénommé "grand port maritime de la Guyane". Un directoire de trois membres administre le port, sous le contrôle d’un Conseil de Surveillance.
La première circonscription administrative du GPM-Guyane a été créée par arrêté préfectoral n°R03-2017-07-28-009 du 28 juillet 2017, dans le cadre des articles L312-5 et R.5312-2 et suivants du code des transports. Elle permet au GPM-Guyane d’être en conformité avec les textes réglementaires, de se donner les moyens juridiques de son développement et de préparer l’avenir.
Sur 5 sites d’Est en Ouest, la position du GPM-Guyane est renforcée en tant qu’aménageur du territoire et prédestine certaines zones à une vocation portuaire.

## Activités

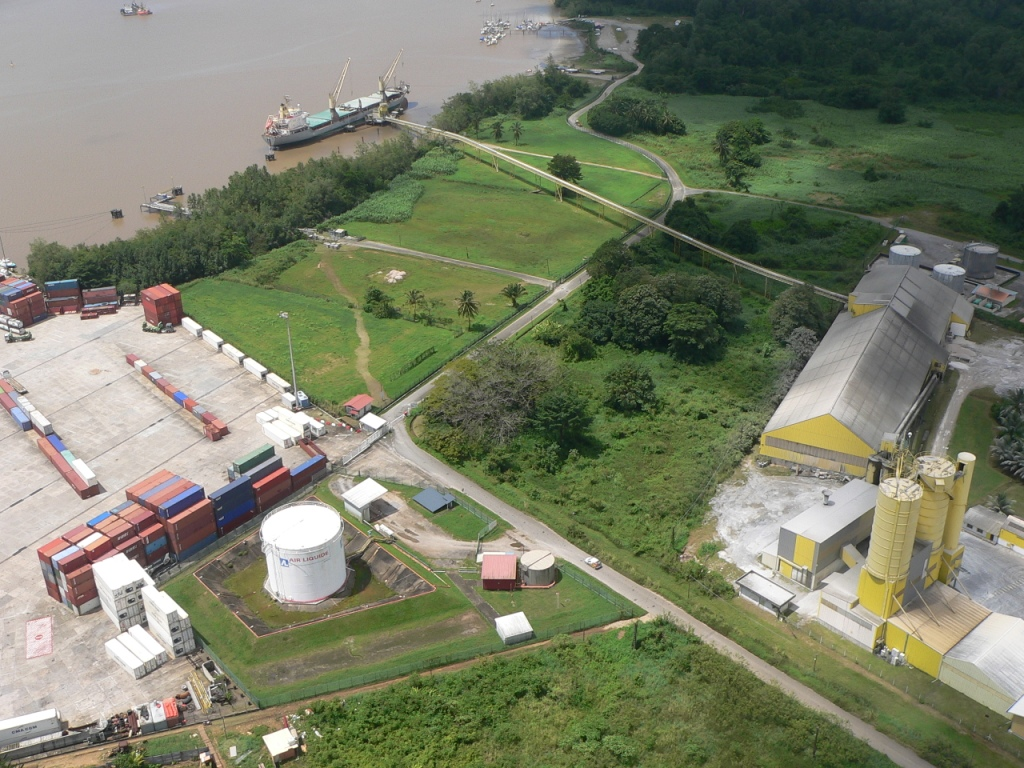
Usine de la société « Ciment Guyanais » dans les alentours du port

Le port accueille la quasi-totalité des importations et exportations de la Guyane, soit plus de 90% des échanges maritimes du territoire. Pour maintenir le trafic et permettre aux navires d'accoster, le chenal d'accès du port est dragué en permanence pour limiter son envasement.
Il n'y a pas encore d'outillage de quai. Ainsi les navires sont obligés de charger et de décharger en utilisant leurs moyens propres.
Il est constitué :
- d'un terminal conteneurs, avec trois postes à quai dont un poste roulier ;
- d'un terminal pétrolier ;
- d'un poste minéralier ;
- d'une cale de cabotage.

Les éléments des lanceurs Ariane, Soyouz et Vega à destination du centre spatial guyanais sont principalement déchargés au port de Pariacabo, à proximité de Kourou, qui accueille également du fret pétrolier pour Kourou, les autres communes du Centre Littoral et de l’Ouest guyanais.
Les quais et le domaine maritime du Port de Pariacabo sont aussi  propriété du GPM-Guyane. La gestion en est confiée au Centre national d’études spatiales (CNES) par le biais d’une autorisation d’outillage privé, avec obligation de service public.
En arrière-port de Dégrad des Cannes se trouve le parc d'activité économique du même nom, géré par la Chambre de commerce et d’industrie de la Guyane. C'est une zone d’aménagement concertée (ZAC) d'une superficie de 56,66 ha dont la réalisation est effectuée en trois phases. Aujourd’hui, cette ZAC comprend près d’une centaine d’entreprises dans des secteurs aussi divers que l’agroalimentaire, la logistique, le BTP, les services aux entreprises.

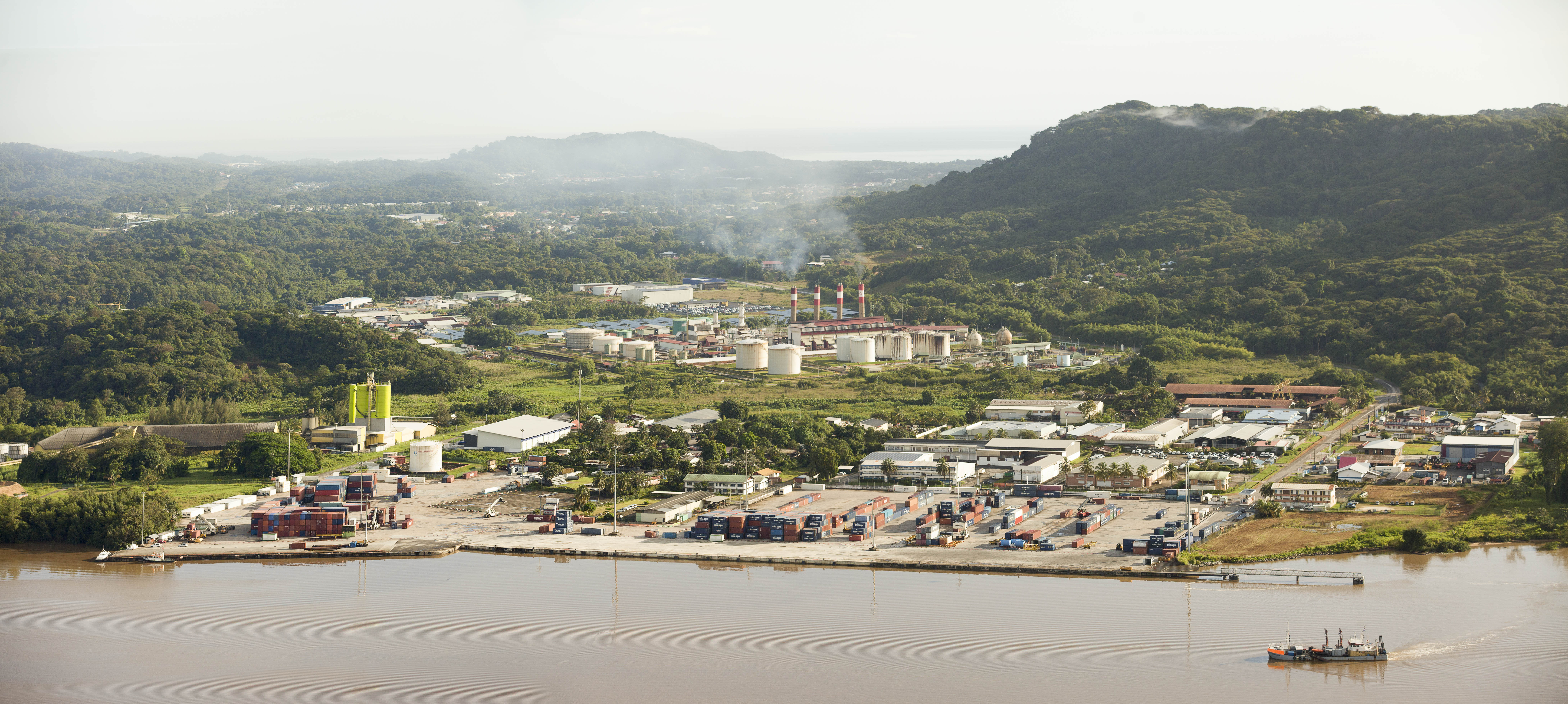
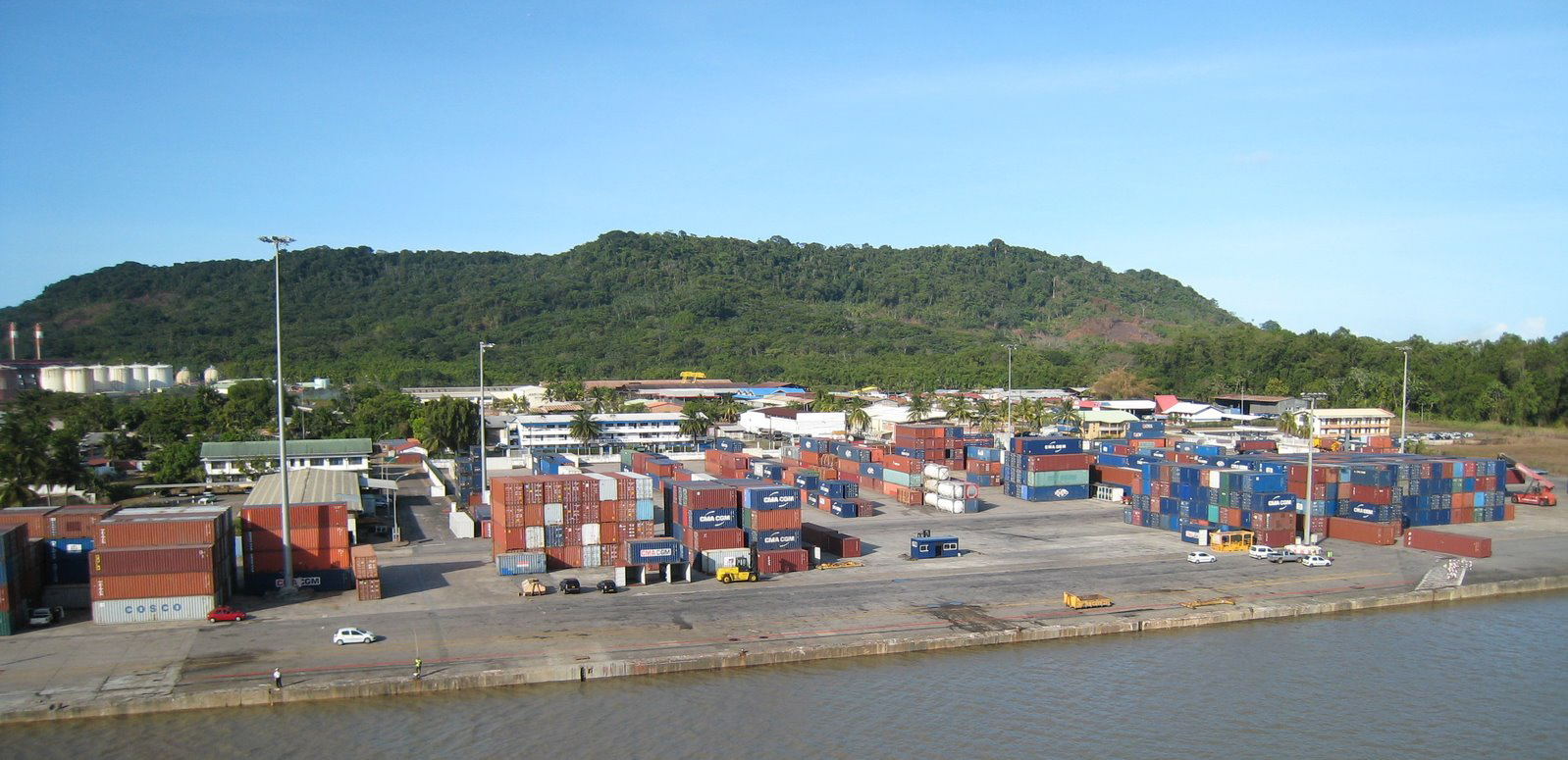
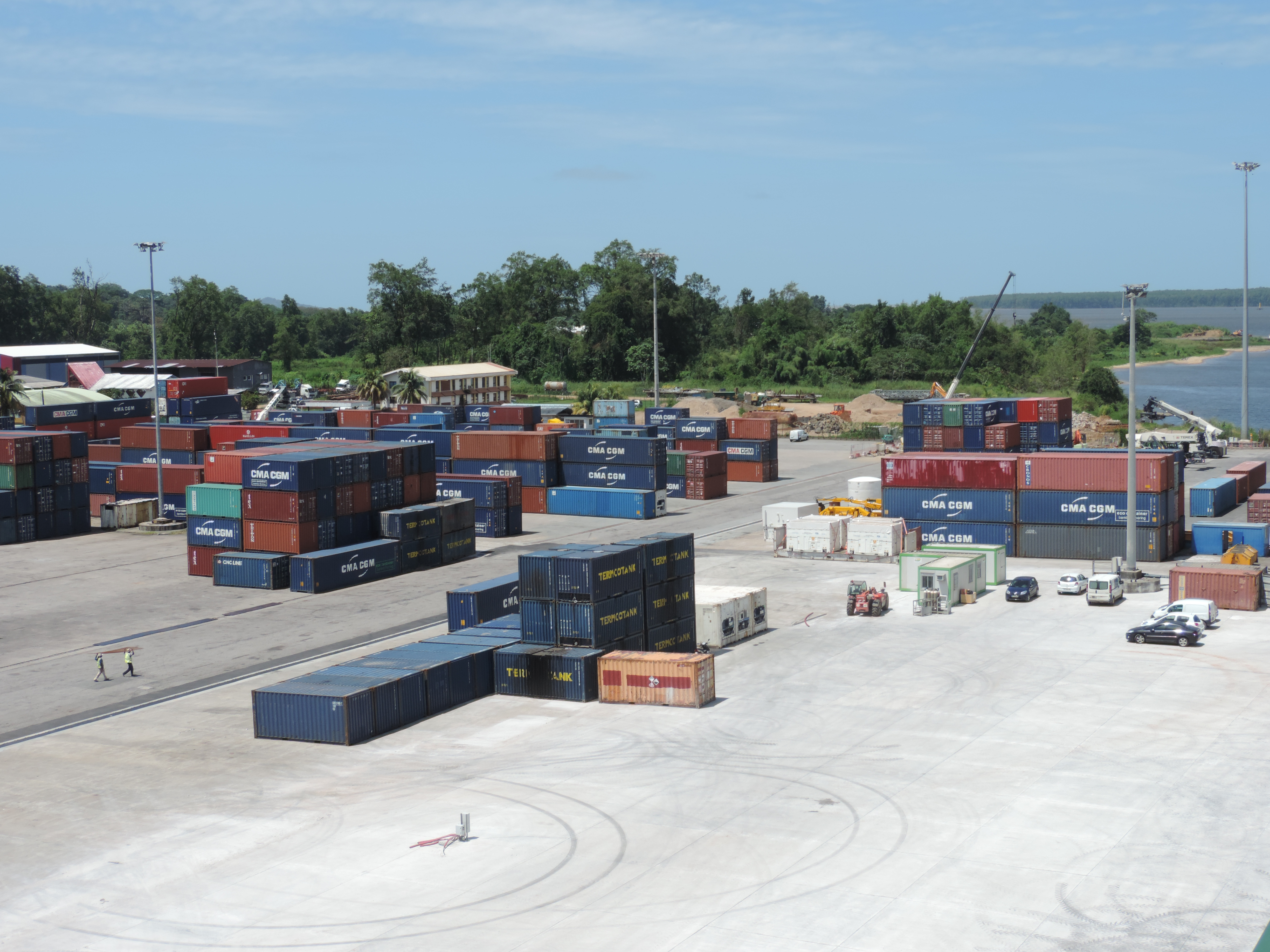
Terminal à Conteneurs
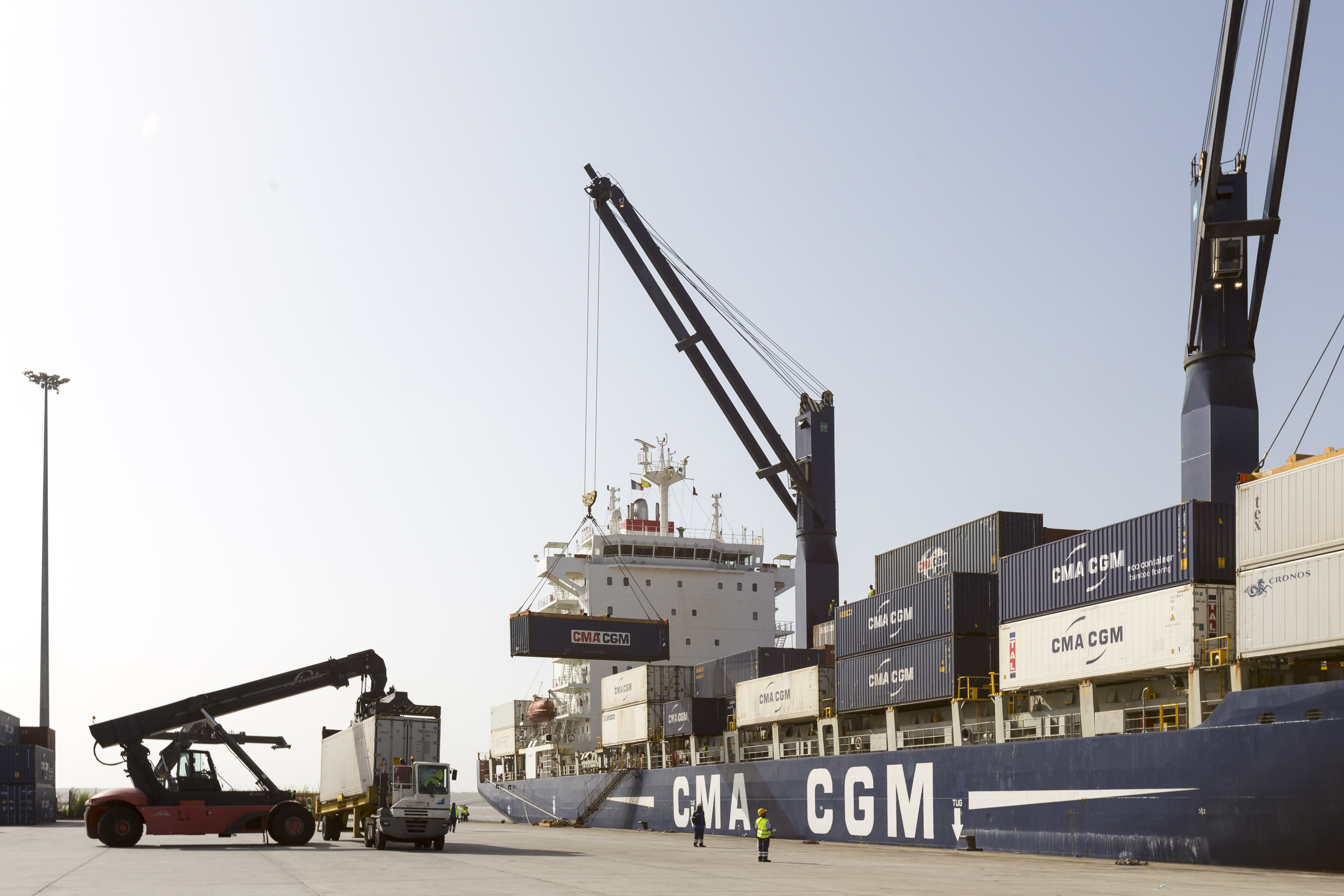
Opération de déchargement au port
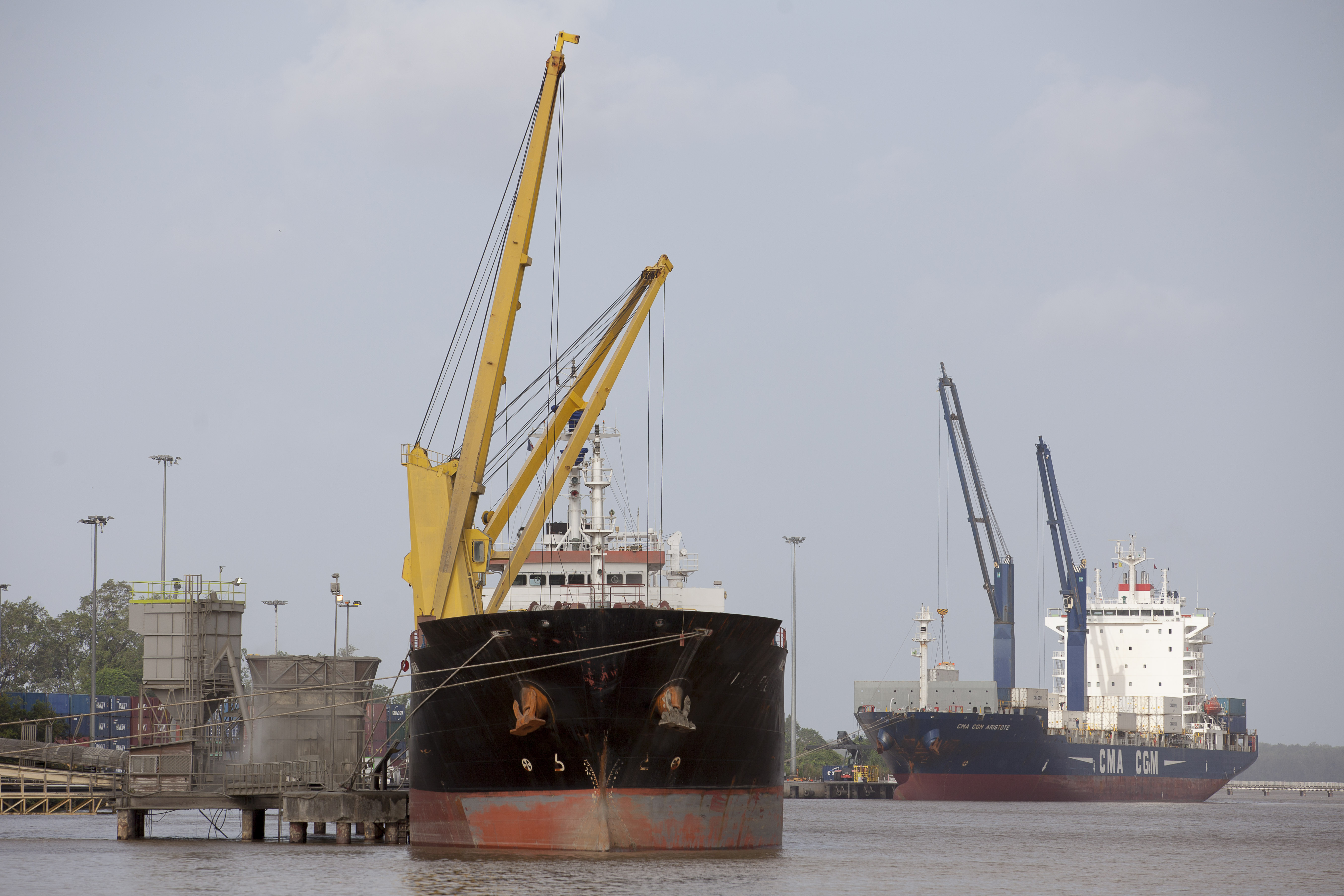
Quai minéralier (1er plan) – Quai n°1 (arrière-plan)

### Trafic
Le trafic du port a augmenté de 2011 à 2012. Il a connu une légère baisse de 0,35 % en 2013. Cette diminution s’est poursuivie en 2014 (-3,8 %), ainsi qu'en 2015 (-1,8 %). En 2016, le trafic global du port est reparti a la hausse (+9,3%).
Toutefois, la forte évolution démographique de la Guyane, le chantier des infrastructures et équipements d’Ariane 6 à Kourou ainsi que celui du nouvel hôpital de Saint-Laurent du Maroni ouvrent de nouvelles perspectives à la hausse.
| Année | Tonnage global |
| ----- | -------------- |
| 2011  | 641 331 net    |
| 2012  | 656 282 net    |
| 2013  | 653 960 net    |
| 2014  | 629 185 net    |
| 2015  | 736 612 brut   |
| 2016  | 805 100 brut   |

## Base navale

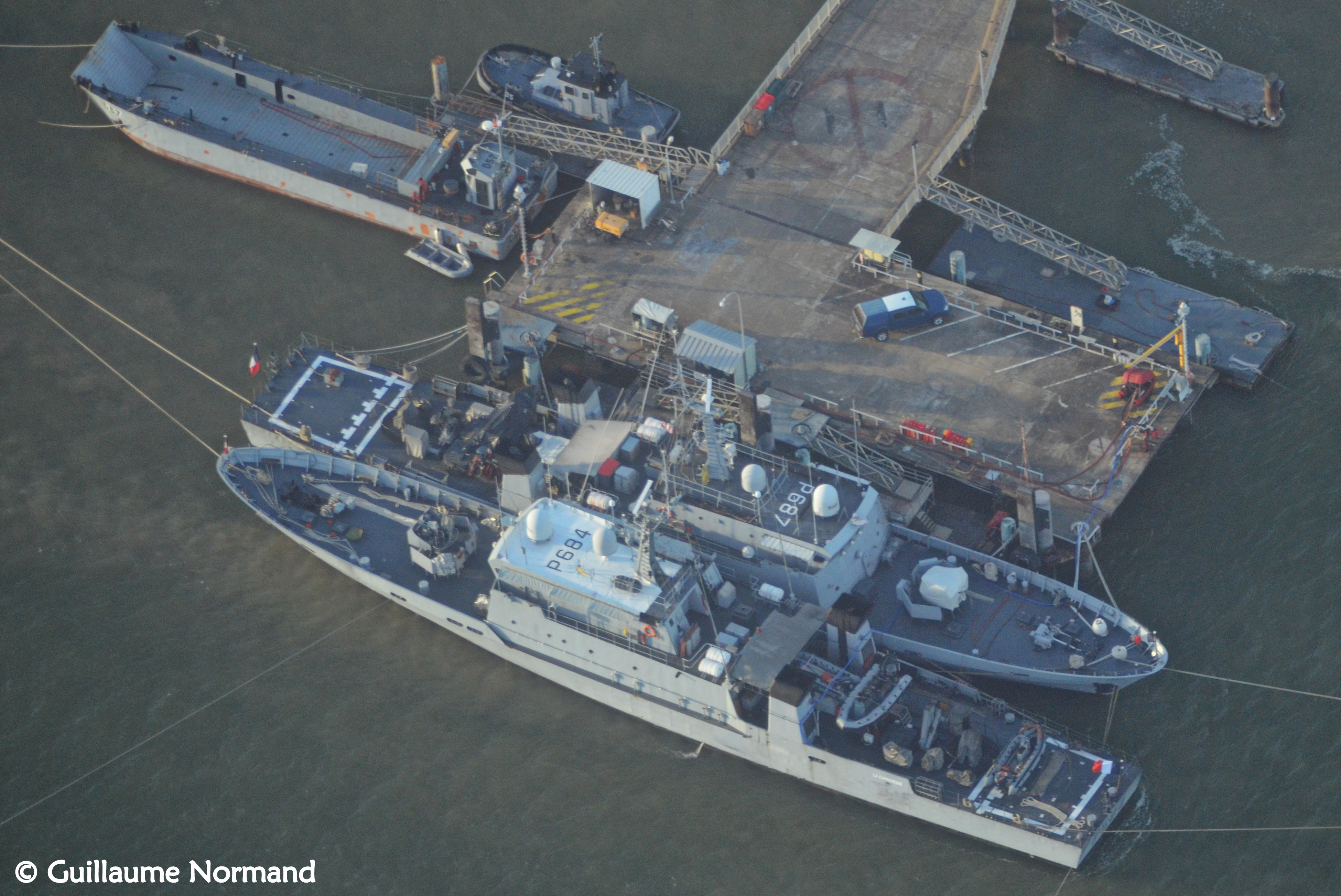
Les patrouilleurs de classe P400 La Capricieuse (P684) et La Gracieuse (P687), désarmées en 2017, le chaland de transport de matériel Anne-Marie D57 de l'Armée de terre (basé à Kourou), et le pousseur de port type PS4 B n°35 à la base navale Dégrad-Des-Cannes en 2014.

La base navale de la Force d'action navale de la Marine nationale en Guyane est implantée en aval du port. Y sont stationnés deux patrouilleurs de la classe La Confiance, La Confiance P733 et La Résolue P734, et la vedette côtière de surveillance maritime de la gendarmerie maritime Mahury P623 (la vedette Organabo P624 est basée à Kourou) et le Pousseur de port de type PC6 Atipa[Quand ?].